# Rivière Caplan
Pour les articles homonymes, voir Caplan.
La rivière Caplan est un fleuve côtier[réf. souhaitée] coulant dans les municipalités de Saint-Alphonse et Caplan, dans la municipalité régionale de comté (MRC) de Bonaventure, dans la région administrative de la Gaspésie-Îles-de-la-Madeleine, au Québec, au Canada.
La rivière Caplan se déverse sur la rive Nord de la baie des Chaleurs. Cette dernière baie s'ouvre vers l'Est sur le golfe du Saint-Laurent.

## Géographie
La rivière Caplan prend sa source à la confluence des ruisseaux Ti-Rol et Lucien-Ouraet, au Sud-Ouest du village de Saint-Alphonse à une altitude de 95 m, dans la plaine de la rive Nord de la Baie-des-Chaleurs.
À partir de sa source, la rivière Caplan coule sur 9,2 km, répartis selon les segments suivants :
- 140 m vers le Sud-Ouest dans Saint-Alphonse, jusqu'à la limite de la municipalité de Caplan ;
- 0,6 km vers le Sud-Ouest dans Caplan jusqu'à la confluence d'un ruisseau (venant du Nord) ;
- 1,6 km vers le Sud-Ouest jusqu'à la confluence d'un ruisseau (venant du Nord-Ouest) ;
- 2,4 km vers le Sud-Ouest, jusqu'à la confluence d'un ruisseau (venant du Nord) ;
- 1,1 km vers le Sud-Ouest, jusqu'à la route du 2e Rang Ouest ;
- 2,5 km vers le Sud-Ouest, jusqu'au chemin de fer du Canadien National ;
- 0,9 km vers le Sud en coupant le boulevard Perron-Ouest (route 132), jusqu'à la confluence de la rivière[2].

La confluence de la rivière Caplan se déverse sur la rive Nord de la Baie-des-Chaleurs à l'Est du village de Rivière-Caplan dans la municipalité de Caplan, à :
- 4,0 km au Sud-Ouest du centre du village de Saint-Alphonse ;
- 6,9 km au Nord-Est de la confluence de la rivière Caplan.

## Toponymie
Les Micmacs désignent la rivière Caplan :
- "Esitg" ou "Esitig", signifiant selon les sources « situé à l'arrière, non sur le devant », ou « lieu pour se reposer », d’après l'expression esiteg ;
- "Gaplanewei Sipu" ou "Gôplaneoei sipo", signifiant possiblement un nom d'un Amérindien.

Le toponyme "rivière Caplan" a été officialisé le 5 décembre 1968 par la Commission de toponymie du Québec.